# Constitución de los Estados Unidos de Venezuela de 1891
La Constitución de los Estados Unidos de Venezuela de 1891 fue una constitución suscrita por todos los miembros de la Legislatura Nacional el 9 de abril de 1891, impulsada principalmente por el presidente Raimundo Andrueza Palacios. Contaba con 8 títulos, cada uno con 1 o 7 secciones, y en total 122 artículos, entre los que destacan, están:

## Título I. La Nación

### Sección Primera. Del territorio
- El artículo 1 establecía nueve grandes megaentidades, a partir de las antiguas, de la siguiente manera:

| Antiguo o Antiguos Estados                                                  | Nuevo Estado     |
| Barcelona, Cumaná, Maturín                                                  | Estado Bermúdez  |
| estado Bolívar, estado Guzmán Blanco, estado Guárico y estado Nueva Esparta | Estado Miranda   |
| Carabobo y Nirgua                                                           | Estado Carabobo  |
| Cojedes, Portuguesa y Estado Zamora                                         | Estado Zamora    |
| Barquisimeto y Yaracuy                                                      | Estado Lara      |
| Estado Guzmán Blanco, Trujillo y Táchira                                    | Estado Los Andes |
| Guayana y Apure                                                             | Estado Bolívar   |
| Estado Zulia                                                                | Estado Zulia     |
| Estado Falcón                                                               | Estado Falcón    |

## Título III. Garantías de los Venezolanos
En éste Título se estipulan los 17 Derechos de garantía de los Venezolanos, entre los cuales destacan:
- Queda abolido el reclutamiento forzoso para el servicio de las armas
- Proscrita para siempre la esclavitud
- Libres los esclavos que pisen el territorio de Venezuela
- Nadie está obligado a hacer lo que la ley no manda, ni impedido de hacer lo que ella no prohíba

También la libertad de expresión, religión y pensamiento, el derecho a expresarse a través de medios, siempre y cuando no haya daño a terceros, y si es así, el Tribunal Supremo de Justicia procederá a las acciones, de conformidad con las leyes establecidas. Así mismo, no se necesita pasaporte para ausentarse de la República, con la libertad de llevar consigo sus bienes.

## Título V. Del Poder general de la Federación
En este título se estipulan las facultades del Presidente de la República, el consejo federal y los ministros. También concretaba el periodo de ejercicio del Presidente y los Ministros, en dos años, sin posibilidad de reelección inmediata.